# Blodia
Blodia est un jeu vidéo de type puzzle game sorti en 1990 sur Game Boy, PC-Engine et X68000. Le jeu est appelé Timeball sur PC-Engine en Amérique du Nord.

## Système de jeu
La carte du jeu est composée de carrés ; chaque carré représentant un morceau de chemin sauf les carrés vides, où l'on peut faire glisser les carrés à proximité pour les déplacer. Le but est de créer une route qui sera empruntée par une petite boule, lui permettant de faire tout le circuit sans tomber dans le vide avant la fin du temps imparti.

## Accueil
- Power Play : 76 % (PC-Engine)[2]